# Digital Object Identifier
Pour les articles homonymes, voir DOI.
Le digital object identifier (DOI, littéralement « identifiant numérique d'objet ») est un mécanisme d'identification de ressources stable, qui peuvent être des ressources numériques, comme un film, un rapport, des articles scientifiques, ainsi que des personnes ou tout autre type d'objet.
On accède généralement à la ressource en faisant précéder l'identifiant DOI par le préfixe https://doi.org/.

## Historique
Le système DOI a été développé par le CNRI (Corporation for National Research Initiatives (en)) pour le compte de l'Association of American Publishers (en) à la suite d'un appel à proposition lancé le 13 mars 1996.
De juillet à octobre 1997, neuf éditeurs participent à une phase de prototype durant laquelle 250 000 DOI sont créés. À l'issue de cette phase de test le projet est officiellement rendu public lors de la foire du livre de Francfort 1997.
Il faut attendre 2000 et la création de la première agence d'enregistrement de DOI, Crossref, pour que le système commence réellement à se développer,. Début 2009, 40 millions de DOI avaient été assignés.
Depuis février 2010, l'Institut de l'information scientifique et technique (INIST, du CNRS) est doté d'un statut « agence DOI », faisant partie du consortium DataCite.

## Objectifs et utilisation
Le but des DOI est de faciliter la gestion numérique à long terme de toute chose en associant des métadonnées à l'identifiant de la chose à gérer. Les métadonnées peuvent évoluer au cours du temps, mais l'identifiant reste invariant. C'est une alternative aux URI. Depuis 2012, le système d'identifiant numérique d'objet a été normalisé sous la forme de la norme ISO 26324.
Les DOI sont notamment utilisés dans les bases de données bibliographiques. 
Le DOI d'un document permet notamment une identification pérenne de celui-ci. Par exemple, il permet de retrouver l'emplacement d'un document en ligne si son URL a changé.
Les DOI permettent ainsi de faciliter l'utilisation des bases de données bibliographiques, des logiciels de gestion bibliographique, et de produire des citations plus fiables et plus pérennes.

## Description

Logo DOI Digital Object Identifier.

Un DOI est un cas particulier d'identifiant handle. C'est à la fois le mécanisme de nommage des ressources et un protocole de résolution des identifiants en adresses plus concrètes.
La motivation principale pour tenter de remplacer les URI était apparemment leur manque de permanence (un URL change trop facilement et il est trop concret, trop lié à une localisation) et la motivation principale pour tenter de remplacer le DNS semble avoir été le désir d'inventer un nouveau protocole, qui n'aurait pas à supporter l'héritage, notamment administratif (le système de l'ICANN et des registres actuels) du DNS. Un DOI est dès lors unique et permanent. 
Le protocole de résolution, concurrent du DNS, est décrit dans la RFC 3652. La 3651 décrit le mécanisme de nommage et la 3650 l'architecture. Les rares déploiements de DOI n'ont quasiment jamais utilisé Handle (qui a disparu en 2008) mais plutôt un traducteur accessible sur le web via un URI comme https://doi.org/10.1007/s00223-003-0070-0 qui renvoie automatiquement vers l'article souhaité.
Par exemple hdl:cnri.dlib/december95 est un identifiant Handle et doi:10.1340/309registries un DOI (selon certaines conventions, l'étiquette doi: est souvent omise : 10.1340/309registries).
10.---- est le préfixe. Il identifie le registre ou Naming Authority.
Le suffixe, c'est-à-dire tout ce qui est après la barre oblique / dépend du registre. DOI a donc une infrastructure sociale (registres et bureaux d'enregistrement - Registration Agencies) propre. Le but est, par exemple, d'assurer la persistance des identificateurs.
Au bout d'un DOI, on trouve :
- les métadonnées (restrictions d'usage ou bien droit d'auteur, par exemple), décrites par un modèle de données commun à tous les DOI, le indecs Data Dictionary,
- une adresse ou localisation physique (en général un URL), le traducteur cité plus haut redirige vers cet URL,
- diverses informations, comme l'autorité de nommage.